# 比利亚尔穆埃尔托
比利亚尔穆埃尔托，是西班牙卡斯蒂利亚-莱昂萨拉曼卡省的一个市镇。 总面积39平方公里，总人口56人（2001年），人口密度1人/平方公里。